# Voleur de feu
Albums de Bernard Lavilliers
Tout est permis, rien n'est possible
(1984) If...
(1988)
Singles
1. Tango
Sortie : 23 septembre 1985
2. Gentilshommes de fortune
Sortie : 10 mars 1986
3. Noir et blanc
Sortie : 15 septembre 1986
4. Extérieur nuit
Sortie : 5 janvier 1987
5. Midnight Shadows
Sortie : 25 août 1987

Voleur de feu est un album studio de Bernard Lavilliers sorti le 24 juin 1986.

## L'album
Tout en restant fidèle à ses thèmes de prédilection (l'argent, la musique, les hors-normes) et à la sonorité de ses précédents albums, Lavilliers a construit ici un ensemble varié et cohérent d'une grande richesse musicale. “Le Funambule” est une reprise de la chanson “Le Voleur”, parue sur un précédent album de l'artiste, “Les Poètes”.

## Titres
Édition 33 tours + maxi 45 tours (829 342-1 - Barclay) ; 33 tours (829 401-1)
1. Tango (Bernard Lavilliers)
2. La Frontière (Lavilliers)
3. Voleur de feu (Lavilliers)
4. East Side Story (Lavilliers / Lavilliers - François Bréant)
5. Midnight Shadows (Lavilliers)
6. Extérieur nuit (Lavilliers)
7. Funambule (Lavilliers)
8. Gentilshommes de fortune (Lavilliers / Pascal Arroyo)
9. Borinqueño (Lavilliers)
10. La Haine (Lavilliers / Jean Paul "Hector" Drand)

Maxi 45 tours (883 961-1 - Barclay)
1. Noir et blanc (Lavilliers)
2. Seigneur de guerre (Lavilliers / Lavilliers - Jannick Top ; Arrangements J. Top - N'Diaye Rose)

Édition CD (829 342-2 - Barclay)
1. Tango (Lavilliers)
2. La Frontière (Lavilliers)
3. Voleur de feu (Lavilliers / Lavilliers - François Bréant)
4. East Side Story (Lavilliers)
5. Midnight Shadows (Lavilliers)
6. Noir et blanc (Lavilliers)
7. Extérieur nuit (Lavilliers)
8. Funambule (Lavilliers)
9. Gentilshommes de fortune (Lavilliers / Pascal Arroyo)
10. Borinqueño (Lavilliers)
11. La Haine (Lavilliers / Jean Paul "Hector" Drand)
12. Seigneur de guerre (Lavilliers / Lavilliers - Jannick Top ; Arrangements J. Top - N'Diaye Rose)

## Classement
| Classement (1987) | Meilleure place |
| ----------------- | --------------- |
| France (SNEP)     | 4               |